# 효자박귀천정려각
효자박귀천정려각은 대한민국 전북특별자치도 장수군 천천면 월곡리에 있는 정려이다. 2016년 3월 14일 장수군의 향토문화유산 제12호로 지정되었다.

## 개요
효자박귀천정려각은 1784년(정조8년)에 명정을 받았으며 1844년(철종10년)에 건립되었다. 효자박귀천정려각은 명정연대가 비교적 빠른 편이고 장식이 화려한 정려각의 특징을 잘 보여준다. 구조수법과 조각수법도 매우 우수하고 지붕에 사용된 돌너와는 재료의 지역적 특성을 잘 보여주고 있는 등 건축적인 가치가 높다.